# 点之记
点之记（英語：description of station），是在测绘学中记载大地点位情况的资料。分为三角点、导线点、水准点等点之记。点之记的内容包括点名、等级、所在地、点位略图、实埋标石断面图及委托保管等信息。

## 腳註
1. ↑  . terms.naer.edu.tw雙語詞彙、學術名詞暨辭書資訊網. 國家教育研究院.   [2022-05-21]. （原始内容存档于2022-05-21）. 詳實記載永久性測量控制點位置之資料圖表，稱為點之記。其內容包含該點位之成果資料，位置圖及接近路線等。